# Edgar von Wahl

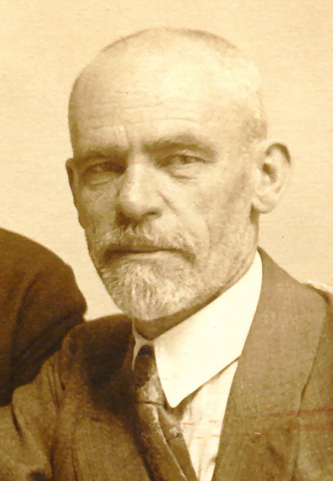
Edgar von Wahl

Edgar Alexei Robert von Wahl (* 11.jul. / 23. August 1867greg. in Olwiopol (heute zu Perwomajsk, Ukraine); † 9. März 1948 in Tallinn) schuf die Plansprache Occidental, die heute Interlingue genannt wird.

## Leben
Der Deutsch-Balte sprach nach eigenem Bekunden mit seinen Eltern Deutsch, in der Schule Russisch und auf der Straße Estnisch. Durch ein Dienstmädchen lernte er auch Französisch. Am Gymnasium lernte er zudem Latein und Griechisch.
Er studierte in Sankt Petersburg Mathematik, Astronomie und Physik und wurde Offizier der russischen Kriegsmarine. Den größten Teil seines Lebens verbrachte er in Tallinn (bis zur estnischen Unabhängigkeit Reval). Dort lehrte er bis zu seiner Pensionierung an einer Oberrealschule Mathematik und Physik.
Von Wahl interessierte sich bereits sehr früh für die Frage einer Welthilfssprache. Um den Jahreswechsel 1887/1888 lernte er zunächst Volapük kennen, das ihm jedoch als zu schwierig erschien. Schon bald wechselte er deshalb zum soeben veröffentlichten Esperanto. Er war einer der ersten Esperantisten überhaupt und gehörte 1893 zu den Gründern des ersten Esperanto-Vereins in Russland: Espero in Sankt Petersburg. 1889 veröffentlichte er die Esperanto-Übersetzung einer Erzählung von Michail Lermontow und ein Wörterbuch Esperanto–Spanisch. Auch an der ersten Esperanto-Zeitschrift, La Esperantisto, arbeitete er mit.
Er pflegte regen Schriftverkehr mit den anderen Pionieren des Esperanto wie Antoni Grabowski, Richard Henry Geoghegan, Wilhelm Heinrich Trompeter, Axel F. Runstedt und dem Begründer der Sprache, Ludwik Lejzer Zamenhof. Er soll es gewesen sein, der Zamenhof dazu bewog, die Endung der Pronomen der Zeit von -an auf -am zu ändern, um Verwechslungen mit Adjektiven im Akkusativ zu vermeiden. Er trat für weitere Reformen ein, unterlag jedoch damit bei einer Abstimmung 1894. Daraufhin verließ er die Esperanto-Bewegung.

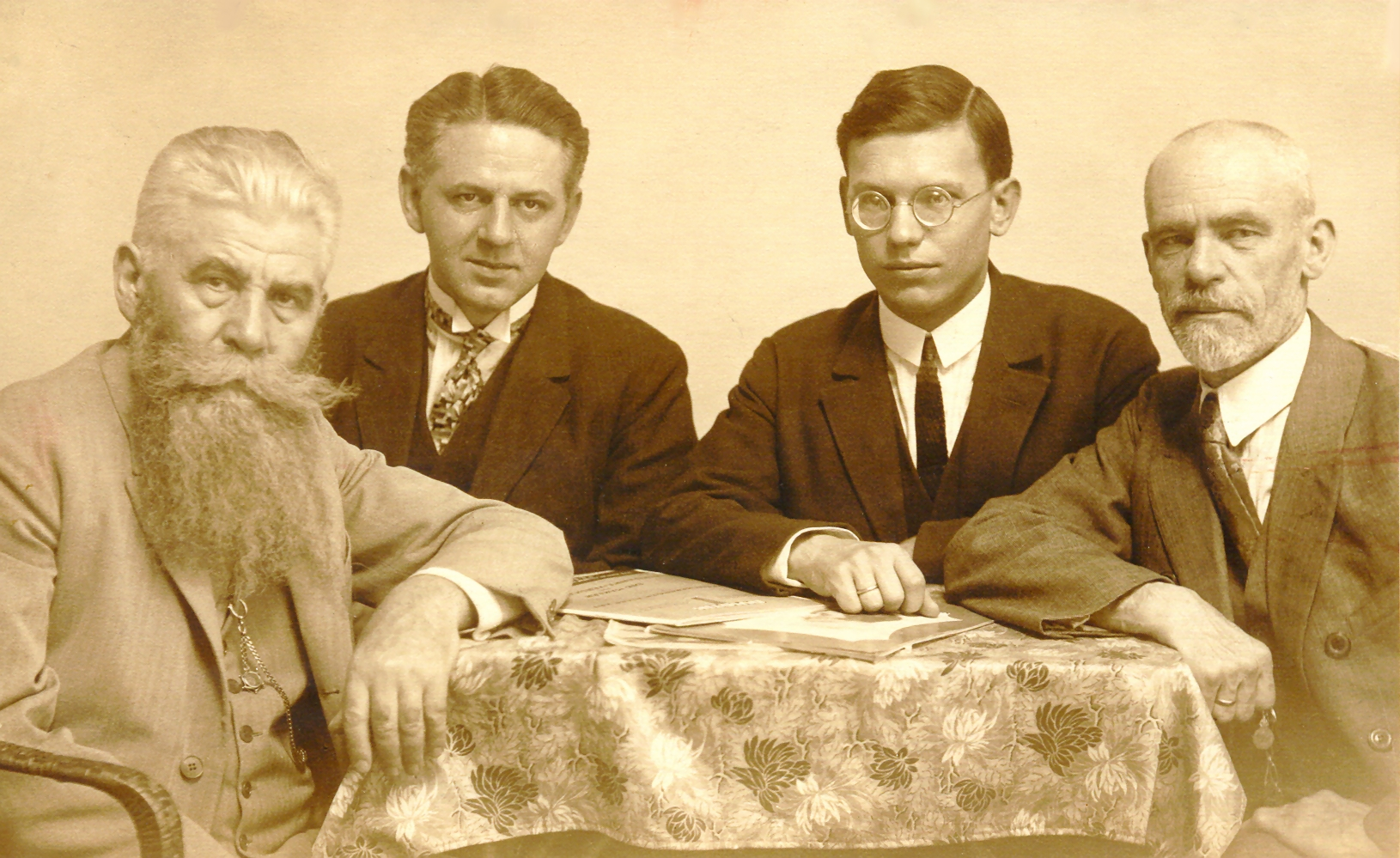
Occidental-Runde in Mauer bei Wien 1927: V. l. n. r.: Hanns Hörbiger, Johann Robert Hörbiger, Engelbert Pigal, Edgar von Wahl

Nach jahrelangen Vorbereitungen veröffentlichte Edgar von Wahl 1922 eine neue Plansprache, die er Occidental nannte. Sie erreichte in den 1920er- und 1930er-Jahren eine gewisse Verbreitung und Weiterentwicklung. Nach dem Ausbruch des Zweiten Weltkrieges riss der Kontakt zwischen von Wahl und seinen Anhängern jedoch fast völlig ab. Die letzten Jahre seines Lebens verbrachte er in einem estnischen Sanatorium.
Bald nach seinem Tod im Jahre 1948 wurde seine Sprache in Interlingue umbenannt.

## Letzte Tage und Tod

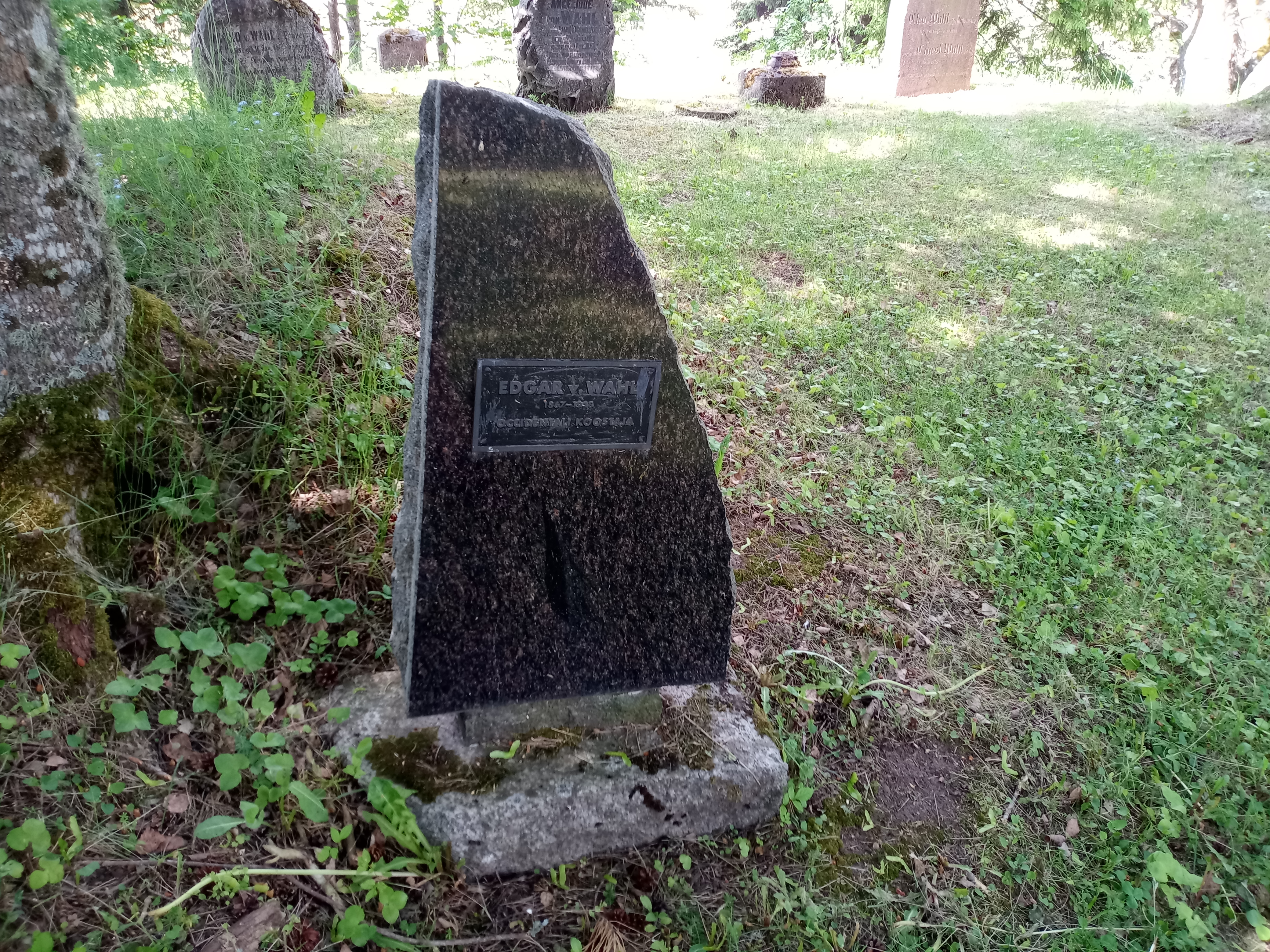
Grabstein von Edgar de Wahl in Pajus.

Die Liste, die der NKWD im Februar 1945 von zu deportierenden Personen erstellte, enthielt den Namen von Wahl, sowie andere Deutsche, die noch in Estland leben. Zum Zeitpunkt seiner planmäßigen Abschiebung im August gehörte de Wahl jedoch zu einem Dutzend Personen, die nicht abgeschoben wurden oder deren Aufenthaltsort nicht ermittelt werden konnte. Obwohl die Gründe für von Wahls Flucht nicht genau bekannt sind, ist bekannt, dass in einigen Fällen der Leiter des Einsatzkommandos, das die Abschiebung durchführte, die Entscheidung getroffen hat, Schwerkranke oder Behinderte nicht aufzunehmen, sodass die Entscheidung möglicherweise durch die Meinung des Krankenhauspersonals beeinflusst wurde. Daher war es seine Anwesenheit in einer psychiatrischen Klinik, die Wahl wahrscheinlich ein zweites Mal gerettet hat.
Auch nach der Flucht vor der Deportation gelang es Wahl, mit ausländischen Kollegen zu korrespondieren. Seewalds Ärzte mögen sein Engagement für die Philologie erkannt haben, als sie ihm die Kommunikation mit der Außenwelt ermöglichten.
Wahl starb am 9. März 1948 um 15:00 Uhr. Er wurde am 14. März auf dem Alexander-Newski-Friedhof (Alexander-Newski-Friedhof, Tallinn) in Tallinn beerdigt. 1996 wurden von Wahls sterbliche Überreste auf den herrschaftlichen Friedhof von Pajus verlegt, wo sich auch die Kapelle der Familie de Wahl befindet.

## Privatleben

### Familie
De Wahl heiratete 1894 in Sankt Petersburg Maria von Hübbenet (1871–1933), die Tochter des Leibarztes von Großherzogin Maria Pawlowna. Sie hatten fünf Kinder: Johann oder Hans (1895–1968), Guido (1896–?), Ellen (geboren und gestorben 1900), Anatol (1903–1972) und Lydia Maria (1907–1989). Die Ehe wurde 1913 aufgelöst, danach blieben Johann, Guido und Lydia bei Marias Vater. Anatol blieb bei seiner Mutter, die nach Finnland zog, und einige Zeit später ging auch Lydia Maria dorthin. Die ältesten Söhne von De Wahl waren zu Beginn des Ersten Weltkriegs nach Deutschland gezogen und dienten im Krieg in der deutschen Armee. Guido verbrachte während der deutschen Besatzung einen Kurzurlaub in Tallinn, verschwand aber Ende dieses Jahres im Krieg. Laut anderen Informationen, er starb 1919 in einer Schlacht mit den Bolschewiki in der Nähe von Tukums, Lettland. Die beiden Söhne von Wahls ältestem Sohn Johann, Volker (geb. 1935) und Asko (geb. 1937) leben in Deutschland und nehmen dort an den Aktivitäten des Verbands der Baltischen Kavallerie teil.
1914 heiratete Wahl Agnes Riesenkampff. Wie ihr Mann war Agnes Lehrerin und unterrichtete Gymnastik an verschiedenen Schulen in Tallinn. 1917 wurde ihre Tochter Veronika geboren. De Wahls zweite Ehe dauerte bis 1941, als Agnes vom NKWD festgenommen und erschossen wurde.

### Hobbys
Neben der Linguistik praktizierte Edgar de Wahl das Segeln auf hoher See. 1895 wurde er Mitglied des Estnischen Kaiserlichen Maritimen Yachtklubs und nahm in den folgenden Jahren aktiv an dessen Aktivitäten teil, indem er Mitglied des Technischen Komitees und Sekretär des Klubs war. Er produzierte auch ein Jahrbuch zum 25-jährigen Jubiläum des Clubs im Jahr 1913. 1922 wurde de Wahl Ehrenmitglied des Clubs. Im Laufe der Jahre besaß er mehrere Boote, von denen eines, eine Ketsch namens „Auli“, er selbst entworfen haben soll.

## Veröffentlichungen
- Edgar von Wahl. Flexion und Begriffsspaltung. – Linguist 1896, nr 10.
- Edgar von Wahl. Ausnahmen. – Linguist 1897, nr 3.
- Edgar de Wahl. [Idiom neutral reformed]. – Progres 1906, nr 6.
- Julian Prorók. Ketzereien: Keimzellen einer Philosophie. Tartu, Leipzig 1906.
- Edgar de Wahl. AULI = Auxiliari lingue International. – Discussiones 1909, nr 1–2.
- Edgar de Wahl. L leges de derivation en verbes. – Lingua Internationale 1911, nr 1.
- Edgar von Wahl. Kaiserlicher Estländischer See-Yacht-Club: historische Übersicht 1888–1913. Tallinn 1913.
- Edgar de Wahl. Qual instructiones da nos li historie de lingue universal. – Kosmoglott 1922, nr 1, pp 6–8.
- Edgar de Wahl. Radicarium directiv del lingue international (occidental): in 8 lingues. Tallinn 1925.
- Edgar de Wahl. Interlinguistic reminiscenties. – Cosmoglotta 1927, nr 41, pp 54–64.
- Edgar de Wahl. Occidental: gemeinverständliche europäische Kultursprache für internationalen Verkehr: Begründung, Grammatik, Wortbildung, vergleichende textproben. Tallinn, Viin 1928.
- Edgar de Wahl, Otto Jespersen. Discussiones inter E. de Wahl e O. Jespersen. Chapelle 1935.
- Edgar de Wahl. Spiritu de interlingue. Cheseaux/Lausanne, 1953.